# قناة السفن

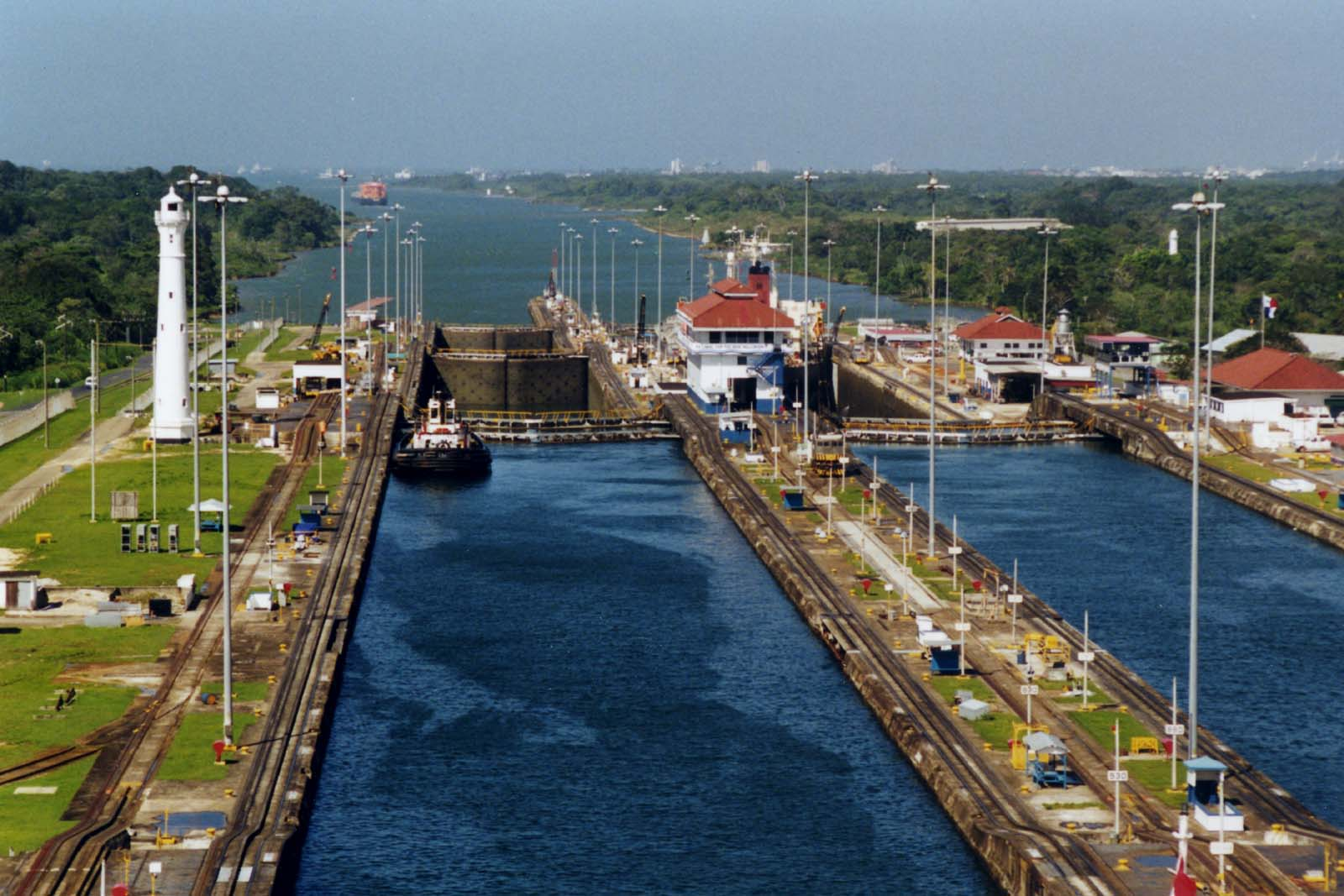
قناة بنما، اختصار من المحيط الهادئ إلى البحر الكاريبي، متجاوزًا طوافًا حول الأمريكتين

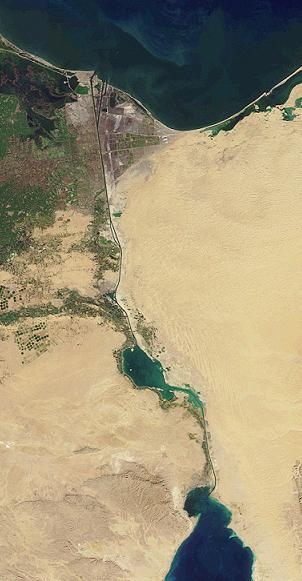
قناة السويس، وهي اختصار يمتد من البحر الأبيض المتوسط إلى البحر الأحمرمتجاوزًا طوافًا حول إفريقيا

قناة السفن (بالإنجليزية: Ship canal) هو معبر مائي مصمم خصيصًا لاستيعاب السفن القادمة من المحيطات أو البحار أو البحيرات التي تتصل بها.
يمكن تمييز قنوات السفن عن القنوات الأخرى، التي تهدف إلى حمل الصنادل والسفن الأخرى المصممة خصيصًا للملاحة النهرية، نظرًا للقيود المفروضة على استيعاب السفن القادرة على الإبحار في المسطحات الكبيرة من المياه المفتوحة، توفر قناة السفن عادةً مياهًا أعمق ومساحات أكبر.
قد يتم إنشاء قنوات السفن بشكل خاص من البداية لاستيعاب السفن، في كثير الأحيان قد يتم توسيع قنوات الملاحة أو الأنهار أو الممرات إلى قنوات سفن، لا توجد أبعاد دنيا محددة لها، حيث يتم تحديد الحجم إلى حد كبير من خلال حجم السفن المستخدمة في وقت الإنشاء أو التوسيع.
يمكن إنشاء قنوات السفن لعدد من الأسباب، منها:
1. لإنشاء اختصار وتجنب الالتفافات الطويلة.
2. لإنشاء رابط شحن صالح للملاحة بين بحرين أو بحيرتين غير ساحليتين.
3. تزويد المدن الداخلية بوصلة شحن مباشرة إلى البحر.
4. لتوفير بديل اقتصادي للخيارات الأخرى.

## التاريخ
ارتبطت اغلب القنوات بالأنهار الطبيعية، لكن تم تعديلها أو إضافة تحسينات لها. كانت إحدى القنوات الأولى التي تم بناؤها هي قناة الصين الكبرى التي تم تطويرها على مدى فترة طويلة بدءًا من القرن الخامس قبل الميلاد.
في العصر الحديث ترتبط القنوات في المملكة المتحدة عادةً بالدوق بريدغووتر، الذي استأجر المهندس جيمس برندلي وكانت له أول قناة هي (قناة بريدغووتر).
في الولايات المتحدة كانت القناة التي أحدثت طفرة في بناء القنوات هي قناة إيري، كانت مرغوبة منذ فترة طويلة وربطت البحيرات العظمى بنهر هدسون.

## قنوات السفن البارزة
| اسم القناة                  | الافتتاح | الطول                     | أقصى طول للقارب     | نقطة البداية                       | نقطة النهاية                |
| --------------------------- | -------- | ------------------------- | ------------------- | ---------------------------------- | --------------------------- |
| البحر الأبيض - قناة البلطيق | 1933     | 227 كيلومتر (141 ميل)     | 443 × 47 × 4        | روسيا : بحيرة أونيغا               | بحر البلطيق في سانت بطرسبرغ |
| قناة الراين-مين-الدانوب     | 1992     | 171 كيلومتر (106 ميل)     | 190 × 11 × 4        | ألمانيا : الماين at بامبرغ         | الدانوب في كلهايم           |
| قناة السويس                 | 1869     | 193.3 كيلومتر (120.1 ميل) | غير محدود × 78 × 20 | مصر : بورسعيد                      | ميناء توفيق                 |
| قناة الدون فولغا            | 1952     | 101 كيلومتر (63 ميل)      | 141 × 17 × 4        | روسيا : فولغوغراد                  | خزان تسيمليانسك             |
| قناة كيل                    | 1895     | 98 كيلومتر (61 ميل)       | 310 × 42 × 14       | ألمانيا : برونسبوتل                | كيل                         |
| قناة هيوستن شيب             | 1914     | 80 كيلومتر (50 ميل)       | 305 × 161 × 14      | الولايات المتحدة : هيوستن          | خليج المكسيك                |
| قناة بنما                   | 1914     | 77 كيلومتر (48 ميل)       | 366 × 49 × 15       | بنما : البحر الكاريبي              | المحيط الهادئ               |
| قناة الدانوب والبحر الأسود  | 1984     | 64.4 كيلومتر (40.0 ميل)   | 138 × 17 × 6        | رومانيا : الدانوب في تشرنافودا     | البحر الأسود في أجيجيا      |
| قناة مانشستر للسفن          | 1894     | 58 كيلومتر (36 ميل)       | 183 × 20 × 9        | المملكة المتحدة : إيستهام لوكس     | أرصفة سالفورد               |
| قناة ويلاند                 | 1932     | 43.4 كيلومتر (27.0 ميل)   | 226 × 24 × 8        | كندا : بحيرة أونتاريو في بورت ويلر | بحيرة إري في ميناء كولبورن  |
| طريق سانت لورانس البحري     | 1959     | 600 كيلومتر (370 ميل)     | 226 × 24 × 8        | كندا : بورت كولبورن                | كندا : مونتريال             |

## القدرة على التنقل
المعيار المستخدم في الاتحاد الأوروبي لتصنيف إمكانية الملاحة في الممرات المائية الداخلية هو «الاتفاقية الأوروبية بشأن الممرات المائية الداخلية الرئيسية ذات الأهمية الدولية (AGN) لعام 1996»، والتي اعتمدته لجنة النقل الداخلي التابعة للجنة الاقتصادية لأوروبا التابعة للأمم المتحدة (ECE)، والتي تحدد الفئات التالية:
| الفئة         | الحمولة (ر)    | مشروع (م) | الطول (م) | العرض (م)   | مشروع الهواء (م) | الوصف         |
| ------------- | -------------- | --------- | --------- | ----------- | ---------------- | ------------- |
| الفئة الثالثة | 1,000          |           |           |             |                  |               |
| الفئة الرابعة | 1000 - 1500    | 2.5       | 80-85     | 9.5         | 5.2-7.0          | يوهان ويلكر   |
| الفئة الخامسة | 1500 - 3000    | 2.5 - 2.8 | 95 - 110  | 11.4        | 5.2–7.0–9.1      | الراين الكبير |
| الفئة السادسة | 6,400 - 12,000 | 3.9       | 140       | 15          | 9.1              | [ 9 ]         |
| الفئة السابعة | 14500-27000    | 2.5 - 4.5 | 275 - 285 | 33.0 - 34.2 | 9.1              | [ 9 ]         |